# Al caporale piacciono le bionde
Al caporale piacciono le bionde (What Next, Corporal Hargrove?) è un film del 1945 diretto da Richard Thorpe.